# Episodi di Summer Crush (quinta stagione)
La quinta stagione di Summer Crush è composta da 40 episodi ed è trasmessa in Francia sul canale France 2 dal 4 luglio 2011.
| nº | Titolo originale                  | Titolo italiano | Prima TV Francia | Prima TV Italia |
| -- | --------------------------------- | --------------- | ---------------- | --------------- |
| 1  | Pour le pire                      | [[#\|]]         | 4 luglio 2011    |                 |
| 2  | Morte                             | [[#\|]]         | 4 luglio 2011    |                 |
| 3  | La foudre                         | [[#\|]]         | 5 luglio 2011    |                 |
| 4  | L'âme profonde                    | [[#\|]]         | 5 luglio 2011    |                 |
| 5  | Le cheval qui comprend            | [[#\|]]         | 6 luglio 2011    |                 |
| 6  | Fin de parties                    | [[#\|]]         | 6 luglio 2011    |                 |
| 7  | Crises                            | [[#\|]]         | 7 luglio 2011    |                 |
| 8  | Retour en France                  | [[#\|]]         | 7 luglio 2011    |                 |
| 9  | La spirale du mensonge            | [[#\|]]         | 8 luglio 2011    |                 |
| 10 | Apparition                        | [[#\|]]         | 8 luglio 2011    |                 |
| 11 | Un nouveau départ                 | [[#\|]]         | 11 luglio 2011   |                 |
| 12 | Un singe et un cochon             | [[#\|]]         | 11 luglio 2011   |                 |
| 13 | Un père inconnu                   | [[#\|]]         | 12 luglio 2011   |                 |
| 14 | La rencontre avec William         | [[#\|]]         | 12 luglio 2011   |                 |
| 15 | Qui est vraiment Soleil           | [[#\|]]         | 13 luglio 2011   |                 |
| 16 | Soleil noir                       | [[#\|]]         | 13 luglio 2011   |                 |
| 17 | Par manque d'amour                | [[#\|]]         | 15 luglio 2011   |                 |
| 18 | Viol ?                            | [[#\|]]         | 15 luglio 2011   |                 |
| 19 | Airport, please                   | [[#\|]]         | 18 luglio 2011   |                 |
| 20 | L'oeil de la baleine              | [[#\|]]         | 18 luglio 2011   |                 |
| 21 | 49 mètres                         | [[#\|]]         | 20 luglio 2011   |                 |
| 22 | On est peut-être tous morts       | [[#\|]]         | 20 luglio 2011   |                 |
| 23 | L'homme sans tête                 | [[#\|]]         | 21 luglio 2011   |                 |
| 24 | L'irréparable                     | [[#\|]]         | 21 luglio 2011   |                 |
| 25 | Alex de Ouipoint                  | [[#\|]]         | 22 luglio 2011   |                 |
| 26 | Je m'ennuie pas avec toi          | [[#\|]]         | 22 luglio 2011   |                 |
| 27 | La cérémonie des dernières larmes | [[#\|]]         | 25 luglio 2011   |                 |
| 28 | Retrouvailles                     | [[#\|]]         | 25 luglio 2011   |                 |
| 29 | La coutume                        | [[#\|]]         | 26 luglio 2011   |                 |
| 30 | L'invisible                       | [[#\|]]         | 26 luglio 2011   |                 |
| 31 | Les esprits sont réveillés        | [[#\|]]         | 27 luglio 2011   |                 |
| 32 | Impensable                        | [[#\|]]         | 27 luglio 2011   |                 |
| 33 | Démasqué                          | [[#\|]]         | 28 luglio 2011   |                 |
| 34 | A vue                             | [[#\|]]         | 28 luglio 2011   |                 |
| 35 | Shark                             | [[#\|]]         | 29 luglio 2011   |                 |
| 36 | Déchirées                         | [[#\|]]         | 29 luglio 2011   |                 |
| 37 | Sacrifices                        | [[#\|]]         | 1º agosto 2011   |                 |
| 38 | Himalaya                          | [[#\|]]         | 1º agosto 2011   |                 |
| 39 | L'amour                           | [[#\|]]         | 2 agosto 2011    |                 |
| 40 | Inversion                         | [[#\|]]         | 2 agosto 2011    |                 |